# Trnjane (gmina Aleksinac)
Trnjane (cyr. Трњане) – wieś w Serbii, w okręgu niszawskim, w gminie Aleksinac. W 2011 roku liczyła 1274 mieszkańców.